# Mohammed Deïf
Mohammed Diab Ibrahim al-Masri (arabe : محمد دياب إبراهيم المصري), mieux connu comme Mohammed Deïf (محمد الضيف), né en 1965, à Khan Younès dans la bande de Gaza, et mort le 13 juillet 2024 à Al-Mawasi (gouvernorat de Rafah), est un chef militaire palestinien, commandant des brigades Izz al-Din al-Qassam, la branche armée du Hamas.
Après avoir rejoint le Hamas, il se fait connaître sous le nom de « Mohammed Deïf » (Deïf signifiant invité en arabe), en raison de son mode de vie nomade. Il est considéré comme l'architecte de l'attaque du Hamas contre Israël d'octobre 2023, qui a intensifié la guerre entre les deux parties et conduit à l'invasion de la bande de Gaza. Il est, pour cette raison, l'objet d'une demande de mandat d'arrêt par le procureur de la Cour pénale internationale le 20 mai 2024. Il est tué dans un bombardement israélien en juillet 2024. Sa mort est confirmée par le Hamas le 30 janvier 2025.

## Biographie

### Origines
Mohammed Diab Ibrahim al-Masri serait né dans les années 1960, dans le camp de réfugiés de Khan Younès, dans la bande de Gaza, un camp créé après la guerre israélo-arabe de 1948. Sa famille, originaire du village de Kawkaba, aujourd'hui en Israël, a été chassée lors de la Nakba, l'expulsion par des milices sionistes de centaines de milliers de Palestiniens en 1948 pour fonder l’État d’Israël.

### Formation universitaire et engagement au Hamas
Mohamed Deif a très vite choisi de militer contre l’occupation israélienne des Territoires palestiniens. Tout en étudiant la biologie, la chimie et la physique à l’Université islamique de Gaza, il se fait élire à la tête de l’Union étudiante des Frères musulmans. Il crée une troupe universitaire de théâtre, «The Returners», en référence aux réfugiés palestiniens qui aspirent à retourner sur leurs terres. Il rejoint le Hamas en 1987 après le début de la première Intifada. Il est arrêté en 1989 par les autorités israéliennes, puis libéré seize mois plus tard.

### Dirigeant des Brigades al-Qassam
Il participe à la fondation aux Brigades al-Qassam, la branche militaire du Hamas, en 1991. Avec pour nom de guerre "Abou Khaled", il fait ses armes aux côtés de Yahia Ayyache, un commandant militaire tué en 1996 par Israël. Arrêté par l’Autorité palestinienne, à la demande pressante d’Israël, en 1996, Mohamed Deif aurait continué toutefois à diriger des opérations, depuis sa geôle. Libéré - ou en fuite selon différentes sources - en 2001, il reprend ses activités. Visé par une tentative d'assassinat, il survit à un tir d’hélicoptère, qui le blesse à la tête. Il devient le commandant en chef des Brigades al-Qassam en 2002, à la suite du décès de son prédécesseur, Salah Shehadeh. Les services de renseignement israélien le voient comme le stratège qui a doté son mouvement de roquettes perfectionnées, et surtout comme l’architecte des incursions terrestres à partir de la bande de Gaza via des tunnels souterrains. Il est en outre accusé d’être le cerveau d'attentats-suicides dans les transports en commun israéliens et de l'élimination de soldats, israéliens, pendant la seconde Intifada.
Bien qu'il soit l'homme « le plus recherché » par l'armée israélienne depuis 1995, il survit à au moins huit tentatives d'assassinat au cours des dernières décennies. Il a été donné pour mort plusieurs fois par Israël. Le gouvernement de Benjamin Netanyahou fait de son assassinat une priorité. Le ministre de l'Intérieur israélien Gideon Saar affirme qu'« aussi longtemps que nous aurons l'opportunité de le tuer, nous la saisirons ». L'ancien vice-commandant du Shin Bet, Israël Hasson, estime qu'il a « beaucoup d’expérience sur le terrain, il sait comment calculer ses mouvements et ses actions dans un secret total ».
Ses interventions télévisées, où son visage est plongé dans la pénombre sont en outre très rares et se sont limitées à trois discours - en 2006, 2012 et 2014.
Le 20 août 2014, l'aviation israélienne frappe une maison abritant la famille de Mohammed Deïf. Son épouse, leur fils de sept mois et leur fille de trois ans sont tués dans le bombardement,. L'un de ses frères et des cousins ont également été victimes en d'autres circonstances des frappes de Tsahal, ainsi que des dizaines de commandants et dirigeants politiques de son entourage.
Une tentative israélienne de tuer Deïf a lieu lors de l'opération Gardien des Murailles en mai 2021.
Il aurait perdu un œil et demeurerait paralysé d'un bras et des jambes depuis un bombardement israélien en 2006, utilisant un fauteuil roulant pour se déplacer.

### Attaque d'octobre 2023 et mort dans un bombardement
Mohammed Deïf est présenté comme l'architecte de l'attaque du Hamas contre Israël du 7 octobre 2023 qui a déclenché une guerre à Gaza. Commandant des Brigades al-Qassam, il est caché dans la bande de Gaza. Ce jour-là, il prend la parole dans un enregistrement audio diffusé par Al-Aqsa TV, la chaîne de télévision du Hamas, pour appeler à « mettre un terme à tous les crimes de l'occupation » israélienne.
L'attaque aurait commencé à être planifiée en 2021 selon Ali Baraka, le responsable des relations extérieures du Hamas. En mai 2021, Mohammed Deïf avait, pour la première fois depuis six ans, diffusé un enregistrement en réaction à la colonisation du quartier de Cheikh Jarrah, à Jérusalem-Est, et à une intense répression policière sur l’esplanade de la mosquée Al-Aqsa. « C'est notre dernier avertissement : si l'agression contre les nôtres, dans le quartier Cheikh Jarrah, ne cesse pas immédiatement, nous ne resterons pas à ne rien faire et l'occupation devra en payer le prix lourd », disait alors le chef militaire des brigades Al-Qassam.
Mohammed Deïf est visé par un bombardement israélien le 13 juillet 2024 dans le camp de réfugié d'Al-Mawasi. Après le bombardement, qui tue au moins 90 personnes et fait 300 blessés selon le ministère de la Santé de Gaza, Benyamin Netanyahu déclare n'avoir « aucune certitude » sur le sort de Mohammed Deïf. Le quotidien israélien Yediot Aharonot écrit que Tsahal a procédé à plusieurs phases de bombardements, créant un « cercle de feu » autour du site afin d'empêcher les secouristes d'atteindre les lieux et de porter secours à Mohammed Deïf et aux autres victimes. Scott Anderson, le directeur à Gaza de l'UNRWA, a fait état de plus de 100 blessés sévères, expliquant que « nombre de patients ont été traités à même le sol, sans désinfectant » et décrivant « des bébés amputés de deux membres, des enfants paralysés, incapables de recevoir un traitement, et d'autres séparés de leurs parents ». Le nombre considérable de victimes est notamment lié au fait que les autorités israéliennes avaient déclaré l'endroit comme étant une « zone humanitaire », poussant des milliers de familles à s'y réfugier. Le 1er août 2024, l'armée israélienne annonce qu'à la suite d'une analyse de renseignements « il peut être confirmé que Mohammed Deïf a été éliminé » lors des frappes du 13 juillet 2024 dans la région de Khan Younès,.
Le 20 mai 2024, Karim Khan, le procureur de la Cour pénale internationale, demande un mandat d'arrêt à l'encontre de Mohammed Deïf en raison de son rôle dans l'attaque du 7 octobre 2023. Deux autres responsables du Hamas, Ismaël Haniyeh, chef du bureau politique du Hamas et Yahya Sinwar, chef du Hamas dans la bande de Gaza, ainsi que le Premier ministre d'Israël Benyamin Netanyahou et Yoav Gallant, alors ministre de la Défense, en raison des actions militaires israéliennes à Gaza, sont aussi visés. Le 21 novembre, la CPI accède à la requête de Karim Khan et émet des mandats d'arrêt à l'encontre de Mohammed Deïf, mais aussi de Benyamin Netanyahou et Yoav Gallant, Ismaël Haniyeh et Yahya Sinwar ayant été tués entretemps,.
Sa mort est confirmée par le Hamas le 30 janvier 2025.